# مدفع جبلي

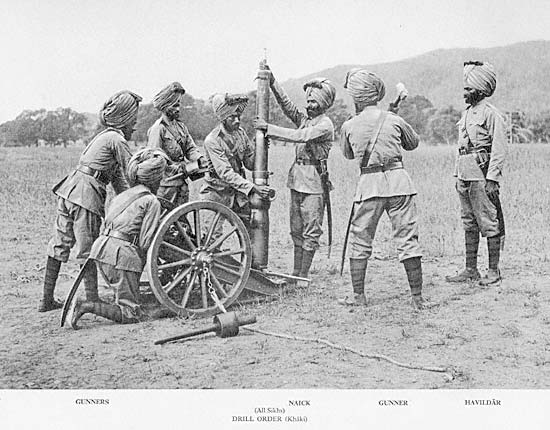
جنود هنود من الجيش البريطاني يجمعون مدفعا جبليا

مدفع جبلي هو مدفع صمم للاستخدام في الجبال أو المناطق الوعرة التي لا يمكن للعجلات العادية أن تسير فيها، يكون المدفع الجبلي قابلا للتفكيك إلى قطع أصغير من أجل نقلة على ظهور الخيل أو حمله من قبل جنود المشاة ثم إعادة تجميعه من جديد. في العصر الحالي حلت مدافع الهاون محل مدافع الجبال لسهولة نقلها كما ظهرت الصواريخ الموجهة التي يحملها مشاة معهم، ويمكن كذلك أن تقوم المروحيات بنقلهم إلى أعلى المناطق الجبلية بالعتاد.